# 버블 패밀리
"버블 패밀리"(Family in the Bubble)는 한국에서 제작된 마민지 감독의 2017년 다큐멘터리, 가족 영화이다. 노해숙 등이 주연으로 출연하였다.

## 출연

### 주연
- 노해숙
- 마풍락
- 마민지

## 기타
- 구성: 마민지
- 구성: 니나 이야스
- 프로듀서: 박영수, 문성경, 리사 카포
- 제작지원: 정준화
- 제작지원: 홍상유
- 제작지원: 이선이
- 제작지원: Monika Hytti
- 제작회계: 조소나
- 라인프로듀서: 장규호
- 라인프로듀서: 정은영
- 촬영부: 윤평화
- 조감독: 김예빈
- 음향편집: 고은하
- 음향편집: 최지영